# Brand (Bajorország)
Brand település Németországban, azon belül Bajorországban. Lakosainak száma 1151 fő (2023. december 31.). Brand Mehlmeisel, Ebnath és Kulmain községekkel határos.

## Népesség
A település népessége az elmúlt években az alábbi módon változott:
| Lakosok száma | 669  | 1169 | 1198 | 1223 | 1167 | 1179 | 1177 | 1169 | 1145 | 1151 |
|               | 1875 | 1950 | 1975 | 1987 | 2012 | 2014 | 2016 | 2017 | 2021 | 2023 |